# Hofferia schmiedeknechti
Hofferia schmiedeknechti är en biart som först beskrevs av August Schletterer 1889.  Hofferia schmiedeknechti ingår i släktet Hofferia och familjen buksamlarbin. Inga underarter finns listade i Catalogue of Life.